# Apostolische Präfektur Xinxiang
Die Apostolische Präfektur Xinxiang (lat.: Praefectura Apostolica Sinsiangensis) ist eine in der Volksrepublik China gelegene römisch-katholische Apostolische Präfektur mit Sitz in Xinxiang.

## Geschichte
Die Apostolische Präfektur Xinxiang wurde am 7. Juli 1936 durch Papst Pius XI. mit der Apostolischen Konstitution Ad maiorem aus Gebietsabtretungen des Apostolischen Vikariates Weihui errichtet.

## Apostolische Präfekten von Xinxiang
- Thomas Megan SVD, 1936–1948
- Johannes Schütte SVD, 1948–1958, dann Generalsuperior der Steyler Missionare
- Sedisvakanz, seit 1958